# Jackson Rodríguez
Jackson Jesús Rodríguez Ortíz (Rubio, 25 februari 1985) is een Venezolaans wielrenner die tussen 2008 en 2015 reed voor Androni Giocattoli.
Rodríguez won de wegwedstrijd bij de beloften op de Pan-Amerikaanse Spelen in 2004.

## Belangrijkste overwinningen
2004
 Pan-Amerikaans kampioen op de weg, Beloften
2005
5e etappe Ronde van Táchira
2006
11e etappe Ronde van Táchira
2e etappe Ronde van Cuba
5e etappe Ronde van Venezuela
7e etappe Clasico Banfoandes
2007
2e etappe Ronde van Táchira (ploegentijdrit)
2008
5e etappe deel A Vuelta Independencia Nacional
1e etappe Ronde van Alentejo
2e etappe Ronde van Venezuela
2009
2e etappe Ronde van Mexico
Eindklassement Ronde van Mexico
2010
5e etappe Ronde van San Luis
2011
1e etappe deel B Internationale Wielerweek (ploegentijdrit)
2012
5e etappe Ronde van Venezuela
2013
6e en 9e etappe Ronde van Venezuela
2016
10e etappe Ronde van Táchira
2017
2e etappe Ronde van Táchira
2019
3e etappe Ronde van Miranda

## Resultaten in voornaamste wedstrijden
| Jaar | Ronde van Italië | Ronde van Frankrijk | Ronde van Spanje |
| ---- | ---------------- | ------------------- | ---------------- |
| 2008 |                  |                     |                  |
| 2009 | 26e              |                     |                  |
| 2010 | 52e              |                     |                  |
| 2011 | opgave           |                     |                  |
| 2012 | 49e              |                     |                  |
| 2013 | 50e              |                     |                  |
| 2014 | 86e              |                     |                  |

| Jaar | Milaan-San Remo | Ronde van Vlaanderen |  | WK op de weg |
| ---- | --------------- | -------------------- |  | ------------ |
| 2008 |                 |                      |  | opgave       |
| 2009 |                 |                      |  | opgave       |
| 2010 | 58e             |                      |  | opgave       |
| 2011 |                 |                      |  |              |
| 2012 |                 |                      |  |              |
| 2013 | opgave          |                      |  | opgave       |
| 2014 |                 | opgave               |  |              |

## Ploegen
- 2008 –  Serramenti PVC Diquigiovanni-Androni Giocattoli
- 2009 –  Serramenti PVC Diquigiovanni-Androni Giocattoli
- 2010 –  Androni Giocattoli-Serramenti PVC Diquigiovanni
- 2011 –  Androni Giocattoli-C.I.P.I.
- 2012 –  Androni Giocattoli-Venezuela
- 2013 –  Androni Giocattoli-Venezuela
- 2014 –  Androni Giocattoli-Venezuela
- 2015 –  Androni Giocattoli-Sidermec[1]
- 2017 –  China Continental Team of Gansu Bank (vanaf 01-07)

Appollonio · Bandiera · Benfatto · Chicchi · Dall'Antonia · Ebsen · Frapporti · Gálviz · Gatto · Giménez · Godoy · Nardin · Padour · Pellizotti · Rodríguez · Sella · Stortoni · Taborre · Taliani · Tvetcov · Zilioli · Zordan · Barbero (stagiair) · Viel (stagiair) · Viola (stagiair)